# Jörlanda
Jörlanda est une localité de Suède située dans la commune de Stenungsund du comté de Västra Götaland. Elle couvre une superficie de 0,67 km2. En 2010, elle compte 789 habitants.

## Personnalités liées à la commune
- Peter Abrahamsson (1988-), footballeur suédois né à Jörlanda.